# Вероника Ревердатто
Вероника ревердатто (лат. Veronica reverdattoi) — многолетнее травянистое растение, вид рода Вероника (Veronica) семейства Подорожниковые (Plantaginaceae).
Видовой эпитет дан в честь ботаника Виктора Владимировича Ревердатто.

## Распространение
Произрастает на каменистых склонах и мелкодерновных травянисто-злаковых степях. Встречается на территории республики Хакасия, окрестностях Красноярска в Красноярского края и довольно редко в юго-западной части республики Тува. Эндемик.

## Ботаническое описание
Корневища короткие, извилистые. Стебли многочисленные, прямостоячие, высота 20—50 см, простые или в верхней части ветвистые, покрытые спутанными простыми волосками и единичными железистыми.
Листья в нижней части почти супротивные, в верхней — очередные, постепенно суженные в черешок, отклоненные от стебля, опушенные простыми спутанными волосками, пластинки нижних и средних листьев ланцетные, длинной 20—30 мм в длину и шириной 3—6 мм, самые нижние перисто-туполопастные, средние — крупнопильчатые. Верхние листья ланцетно-линейные или линейные, по краю с единичными зубчиками или цельнокрайные, более густо опушенные. В пазухах средних листьев развиваются укороченные вегетативные побеги.
Соцветие — одиночная конечная кисть, 8—16 см в длину, одиночные или многочисленные за счет образующихся в пазухах верхних листьев. Прицветники ланцетные или линейные, длинной 2—4 мм, цветоножки длинной 1.5-2 мм. Чашечка рассечена на ланцетные острые или притупленные доли, опушенные такими же, как стебель и листья, волосками. Венчик синий, диаметром 5—6 мм, с отгибом, немного превышающим трубку, доли его неравные, от продолговато-яйцевидных до широко-обратнояйцевидных, почти выемчатых. Тычинки равны венчику или едва превышают его. Коробочка обратнояйцевидная, в верхней части обильно опушена железистыми и простыми волосками.

## Таксономия
Вид Вероника ревердатто входит в род Вероника (Veronica) семейства Подорожниковые (Plantaginaceae) порядка Ясноткоцветные (Lamiales).
|  |                                      |  |                                                             |                                                             |                          |  | ещё 21 семейство (согласно Системе APG II) | ещё 21 семейство (согласно Системе APG II) |                         |  |  |  | ещё от 300 до 500 видов |
|  |                                      |  |                                                             |                                                             |                          |  | ещё 21 семейство (согласно Системе APG II) | ещё 21 семейство (согласно Системе APG II) |                         |  |  |  | ещё от 300 до 500 видов |
|  |                                      |  |                                                             | порядок Ясноткоцветные                                      |                          |  |                                            |                                            | род Вероника            |  |  |  |                         |
|  |                                      |  |                                                             | порядок Ясноткоцветные                                      |                          |  |                                            |                                            | род Вероника            |  |  |  |                         |
|  | отдел Цветковые, или Покрытосеменные |  |                                                             |                                                             | семейство Подорожниковые |  |                                            |                                            | вид Вероника ревердатто |  |  |  |                         |
|  | отдел Цветковые, или Покрытосеменные |  |                                                             |                                                             | семейство Подорожниковые |  |                                            |                                            |                         |  |  |  |                         |
|  |                                      |  | ещё 44 порядка цветковых растений (согласно Системе APG II) | ещё 44 порядка цветковых растений (согласно Системе APG II) |                          |  |                                            | ещё 90 родов                               | ещё 90 родов            |  |  |  |                         |
|  |                                      |  |                                                             | ещё 44 порядка цветковых растений (согласно Системе APG II) |                          |  |                                            |                                            | ещё 90 родов            |  |  |  |                         |

## Охранный статус
Растение включено в Красную Книгу республики Хакасия, Тува и Красноярского края. В Красной Книге Хакасии имеет статус 3 — редкий вид. Основная угроза это хозяйственная деятельность человека, что приводит к сокращению ареала.